# 馬克·斯拉溫

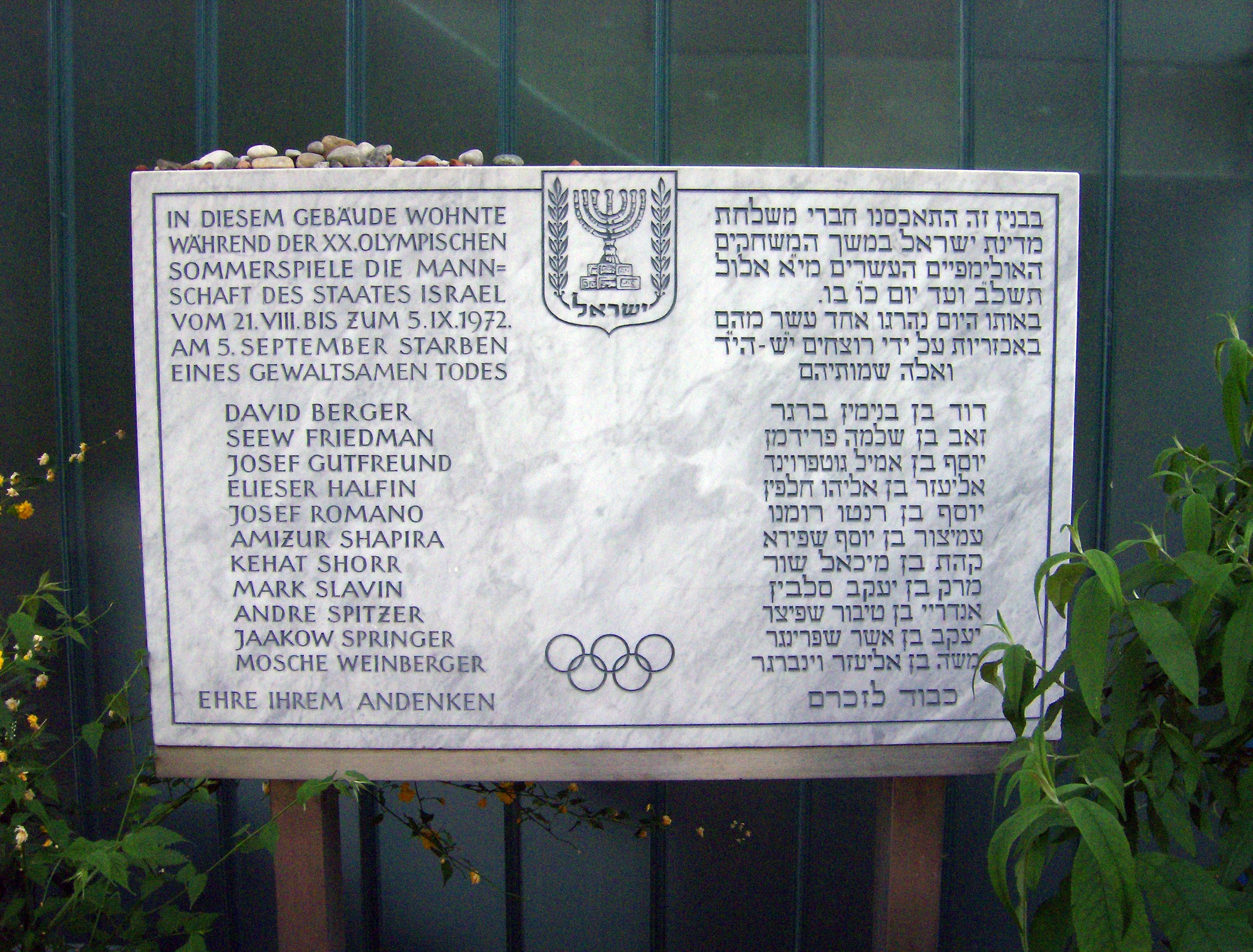
以色列運動員宿舍前紀念慕尼黑慘案遇難者的牌匾。

馬克·斯拉温（俄语：Марк Славин，希伯來語：‎，1954年1月31日—1972年9月6日）是一名以色列男子摔跤運動員，也是1972年夏季奧運會慕尼黑慘案的受害者。
他是受害者中最年輕的一位，年僅18歲。他與其他八名以色列運動員被挾持為人質。斯拉温在一次失敗的救援行動中被直升機上的機槍射中。
斯拉温出生於白俄羅斯明斯克，年輕時為了抵擋反猶太人的攻擊而學習摔跤。斯拉温很快就以摔跤天才著稱，並在1971年贏得蘇聯古典式摔跤中量級初級冠軍。斯拉温在奧運會前四個月才移居到以色列，他加入特拉維夫哈普爾俱樂部和以色列奧運代表隊。1972年奧運會是他代表以色列參加的第一場國際比賽，斯拉温曾被認為是以色列最有可能在慕尼黑奧運會中獲得獎牌的選手。
斯拉温與其他摔跤選手蓋德·索巴利和埃利澤·哈爾芬，以及舉重選手大衛·貝加、約瑟夫·羅曼和齊夫·傅利曼一起住在奧運村康諾利街31號的第3宿舍。當天全副武裝的巴勒斯坦黑色九月恐怖份子闖入奧運村，在奧運選手還在睡覺的時候抓走了他。

## 外部連結
- Mark Slavin （页面存档备份，存于） Munich 11
- 在Find a Grave上的馬克·斯拉溫